# Мордвиновка (Башкортостан)
Мордви́новка (баш. Мордвиновка) — деревня в Бирском районе Республики Башкортостан Российской Федерации. Входит в состав Силантьевского сельсовета.

## География

### Географическое положение
Расстояние до:
- районного центра (Бирск): 14 км,
- центра сельсовета (Силантьево): 4 км,
- ближайшей ж/д станции (Уфа): 115 км.

## Население
| 2002 | 2009 | 2010 |
| ---- | ---- | ---- |
| 23   | ↗27  | ↘20  |

### Национальный состав
Согласно переписи 2002 года, преобладающая национальность — русские (100 %).